# Liceo ginnasio Andrea D'Oria
Il liceo ginnasio Andrea D'Oria è una scuola secondaria di II grado di Genova. Al tradizionale indirizzo classico, potenziato a partire dall'anno scolastico 2017/18 con laboratori di giornalismo e comunicazione, affianca percorsi linguistici e, a partire dall'anno scolastico 2016/2017, artistico-espressivi, oltre al nuovo indirizzo del "liceo classico per l'Europa".

## Storia
Fondata nel 1824, dal 1937 la scuola ha sede in via Armando Diaz, a poca distanza da piazza della Vittoria, nelle immediate adiacenze della scalinata delle Caravelle.
La sua sede originaria — quando ancora aveva il nome di scuola di studi superiori — era in stradone Sant'Agostino, nella zona di Sarzano, dove poi prese sede la facoltà di architettura dell'Università di Genova. Assunse poi nel 1849 il nome di ginnasio civico, intitolato ad Andrea Doria.
Nel 1884 l'istituto fu dichiarato "regio", con il passaggio dall'amministrazione municipale a quella governativa sotto la guida del primo preside, Leopoldo Marengo.
Nel 1906 si è diplomato presso il ginnasio in questione Luigi Ferraris, calciatore del Genoa dal 1904 al 1911, deceduto poi nel corso della prima guerra mondiale. La sua notizia di morte fu diffusa proprio dall'allora preside del Liceo D'Oria, il 28 settembre 1915.

Un'immagine del Liceo classico Andrea Doria di Genova nei primi anni '90

Fu attiva anche un'associazione di ex-allievi, presieduta, sino alla sua morte, da Mario Sossi, il magistrato che fu vittima, negli anni settanta, di un sequestro di persona da parte delle Brigate Rosse.
Negli anni 1980-82 vi si pubblicava il giornalino satirico Il grillo sparlante. Il giornalino scolastico, fondato nel 1996, ha poi preso il nome di Dragut, dal nome del gatto di Andrea Doria, ispiratosi a sua volta al nome di un noto pirata di quell'epoca, suo avversario e alleato di Barbarossa.